# 竹島 (愛知県)
竹島（たけしま）は、愛知県蒲郡市沖の三河湾にある無人島。本土とは約400メートル離れているが橋で渡ることができ、島全体は天然記念物かつ八百富神社の神域である（後述）。三河湾国定公園に含まれる。
橋以外でも干潮時は本土と地続きになるいわゆるタイダル・アイランドである。

## 概要
標高22 m、周囲約680 m、面積約1.9 ha。基盤は花崗岩質である。対岸とは竹島橋によって結ばれている。もともと竹島への橋はなく、12年に一度の御開帳の時だけ木橋が臨時に渡されていたが、滝信四郎の私費で1932年（昭和7年）に完成し蒲郡町に寄付した。1986年（昭和61年）に新しく長さ387メートルの竹島橋が架けられた。竹島橋は2022年（令和4年）に蒲郡市の景観重要建造物に指定された。
竹島橋では、小津安二郎の映画『彼岸花』のロケーション撮影も行なわれた。
橋のたもとには大正 - 昭和初期に文人達が多く利用した料理旅館「常磐館」（滝信四郎創業）があり、菊池寛『火華』をはじめ多くの作品に残されている。現在、跡地には海辺の文学記念館があり、その足跡を残している。
また、現在は蒲郡クラシックホテルとして営業する旧蒲郡ホテルの建物は、城郭風の外観にアールデコ様式の内装と独特の建築であり、春には「つつじまつり」が開かれ、ツツジを前面に竹島を望める。

## 天然記念物
先述のとおり、対岸とは僅か400 mしか離れていない。しかしながら、竹島は暖地性の植生であり、対岸の植物相とは大きく異なるという特異的な環境である。このため、1930年（昭和5年）に天然記念物に指定された。指定名称は「八百富神社社叢」である。また、魚つき保安林に指定されている。1953年（昭和28年）から行われた調査では、238種の高等植物が自生していることが判明した。この中にはサカキカズラ、カゴノキ、キノクニスゲらも含まれる。

## 八百富神社
竹島は全域が八百富神社（竹島弁天）の境内である。竹島弁天は日本七弁天の一つとされる。八百富神社は、市杵島姫命を祀る神社で、養和元年に藤原俊成が、竹生島より勧請して創立されたとされる。徳川家康も参詣し、4石8斗を寄進した。また、この地方の領主である松平氏は、正月、江戸への出立、帰郷の際は必ず参拝したといい、古くから信仰を集めてきた。1915年（大正4年）には大鳥居が建立された。この鳥居の額は東郷平八郎の手によるものだったが、太平洋戦争の供出により残っていない。
- 天然記念物指定碑
- 八百富神社を創建したと伝わる藤原俊成の像
- 八百富神社大鳥居
- 八百富神社拝殿

## 関連画像
- 竹島橋と竹島
- 竹島での潮干狩りの様子
- 竹島遊歩道が整備されている
- 蒲郡クラシックホテル